# 성적 지향

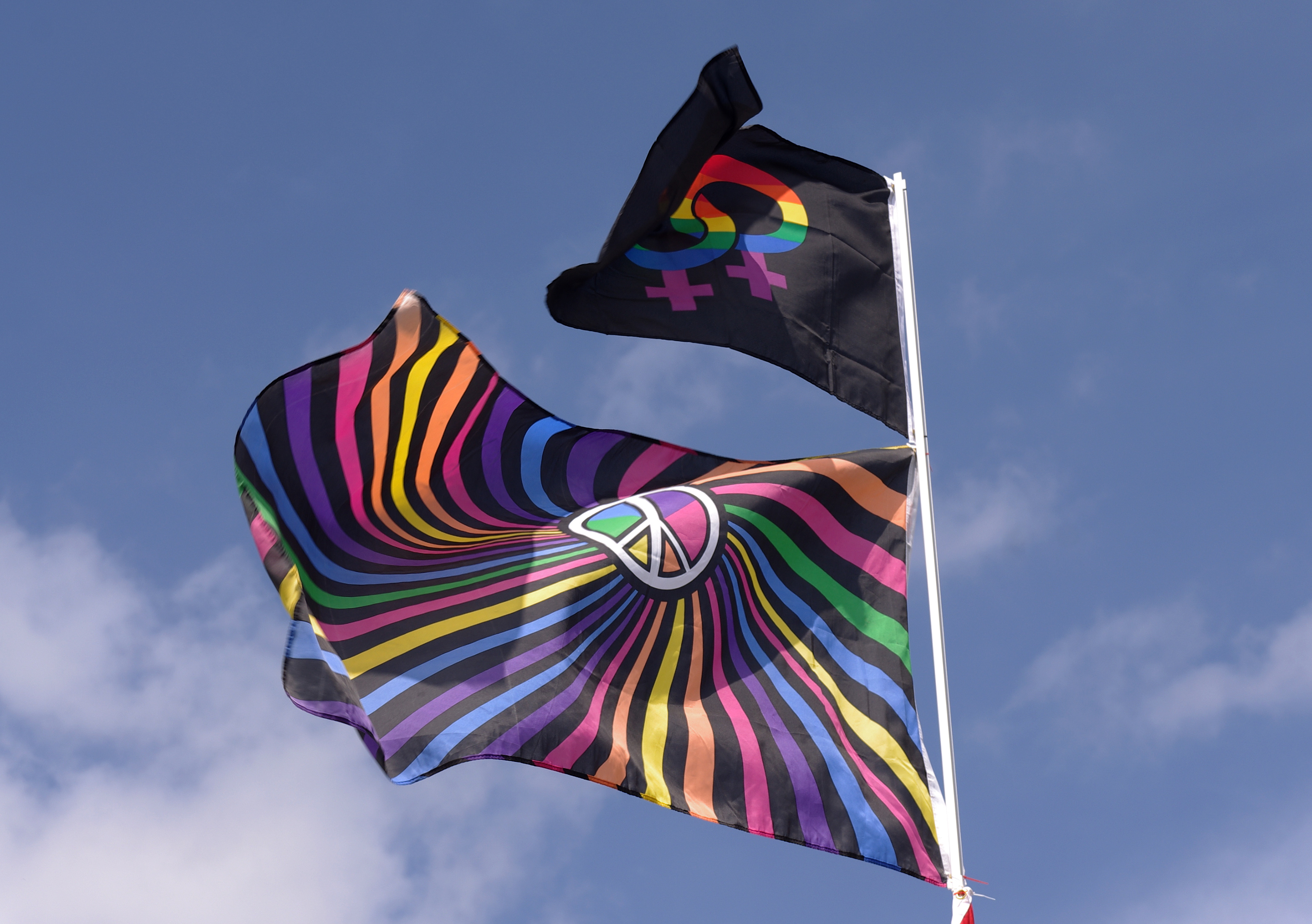

성적 지향(性的指向, 영어: sexual orientation)이란 자신이 성적 끌림을 느끼는 이성, 동성, 혹은 복수의 성별(gender)을 나타낸다. 대다수의 심리학 혹은 정신의학 단체는 성적 지향이 선택의 문제가 아니라고 결론내었다. '성적 취향'이나. '성적 성향'이라는 용어도 종종 동일한 의미로 사용되나 엄밀히 말하면 사회적으로 다른 의미다.
성적 지향의 분류에는 크게 반대 성별에 성적 끌림을 느끼는 이성애, 같은 성별에 성적 끌림을 느끼는 동성애, 동성과 이성 둘 다 또는 때에 따라 둘 중 한 성별에 성적 끌림을 느끼는 양성애, 성별에 상관없이 사람에게 성적 끌림을 느끼는 범성애, 어떠한 성별에도 성적 끌림을 느끼지 않는 무성애 등이 있다. 이러한 분류는 때로 논란을 불러일으킨다. 사람들마다 느끼는 성적 끌림이나 행동의 경향 및 강도가 제각기 다르기 때문이다. 트랜스젠더의 이성애는 종종 동성애로 오해받곤 한다. 논바이너리나 젠더퀴어 또는 간성에게는 동성과 이성의 판단이 모호할 수 있다.
법률 용어로서의 "성적 지향"은 처음에는 판례를 통해서 의미가 형성되었다. 동성애, 이성애 또는 양성애에 대한 차별을 금지하는 법률에서 주로 사용한다.
미국 심리학회(The American Psychological Association), 정신의학회(the American Psychiatric Association), 그리고 사회사업가협회(the National Association of Social Workers)는 성적 지향을 "그저 개인의 특징이 아니며, 단독으로 정의될 수 없다. 오히려, 한 사람의 성적 지향은 함께 있을 때 만족스러운 관계를 맺을 수 있는 사람들의 영역을 정의한다."고 확인했다.

성적 지향은 종종 생물학적 성별, 성별 정체성, 나이처럼 개인의 특징처럼 여겨진다. 그러나 성적 지향은 항상 다른 사람과의 관계로부터 정의되기 때문에 이런 관점은 완전치 않다. [...] 성적 지향은 다른 사람과의 행동, 혹은 행동하고픈 욕구에 의해 표현된다. 이는 단순히 손을 잡는 것, 키스 등을 포함한다. 따라서 성적 지향은 사람의 깊은 욕구(사랑, 애착, 친밀함)을 충족시키기 위한 친밀한 개인관계와 연결된다. 성적 행동 외에도, 이러한 유대는 성적이지 않은 애착, 목표와 가치의 공유, 지지, 전념 등을 포함한다.

## 문화

### 인식
어떤 사람은 외모, 옷차림, 목소리(예: 게이 남성 말투), 다른 사람과의 동행 및 행동 등의 인식된 특징을 바탕으로 다른 사람의 성적 지향에 대한 지식을 가지고 있다고 추정할 수 있다.

## 같이 보기
- 성적 끌림(sexual attraction)
- 로맨틱 지향(romantic orientation)
- 로맨틱 끌림(romantic attraction)
- 성 정체성(gender identity)
- 성적 정체성(sexual identity)
- 이성애
- 동성애
- 남성애와 여성애
- 양성애
- 무성애
- LGBT